# Berga herrgård, Småland
Berga är en herrgård i Högsby kommun, Småland (Kalmar län). Gården ligger strax utanför byn Högsby, och historiskt legat inom Högsby socken.

## Historik
Berga omnämns första gången 1299, då fru Margareta Gustavsdotter donerade gården till Kalmar nunnekloster, där hon själv var priorinna. Sedan klostergodsen indragits till Kronan, förblev Berga kronogods till 1639, då landshövding Bengt Bagge (1594–1660) köpte in det. Redan på 1300- och 1400-talen hade tydligen delar av godset tillhört Nils Jönsson och dennes son Peder Nilsson Bagge, av Bengts släkt. Bengt Bagges son, Peder Bagge, dog 1712, och Berga köptes då av Isak de Besche.
Sedan följde som ägare i tur och ordning: överstelöjtnant Johan von Gertten, kammarherre Israel Broman, major Fredrik Åkerhielm, statssekreterare Peter Fredrik von Hegardt och dennes styvson major Henrik af Harmens. Den sistnämnde lät uppföra den nuvarande huvudbyggnaden år 1782. År 1799 övertog hans son kammarherre Henrik Otto af Harmens Berga och 1865 dennes son Henrik Gustaf Ferdinand af Harmens.
Ett konsortium med grosshandlare Johan Jeansson i spetsen köpte 1889 godset. J. Jeansson blev inom kort ensam ägare till Berga och lämnade det 1896 i arv till sin son, Gustaf Jeansson. Dennes son Yngve Gustaf tog 1944 över som ägare. Idag ägs gården av Joel Berg, art director och grafisk formgivare för bl.a. Benetton.
I herrgården finns målade tapeter och golv från 1700-talet bevarade, liksom kakelugnar på träfötter. På ägorna finns Skandinaviens största mistelbestånd.